# 20 kilomètres marche masculin aux Jeux olympiques d'été de 1992
Navigation
Séoul 1988 Atlanta 1996
L'épreuve du 20 kilomètres marche masculin aux Jeux olympiques de 1992 s'est déroulée le 31 juillet 1992 dans les rues de Barcelone, en Espagne, avec une arrivée au Stade olympique de Montjuic. Elle est remportée par l'Espagnol Daniel Plaza.

## Résultats

### Finale
| Rang               | Athlète                | Pays                        | Temps           |
| ------------------ | ---------------------- | --------------------------- | --------------- |
| Médaille d'or      | Daniel Plaza           | Espagne                     | 1 h 21 min 45 s |
| Médaille d'argent  | Guillaume LeBlanc      | Canada                      | 1 h 22 min 25 s |
| Médaille de bronze | Giovanni De Benedictis | Italie                      | 1 h 23 min 11 s |
| 4                  | Maurizio Damilano      | Italie                      | 1 h 23 min 39 s |
| 5                  | Chen Shaoguo           | Chine                       | 1 h 24 min 06 s |
| 6                  | Jimmy McDonald         | Irlande                     | 1 h 25 min 16 s |
| 7                  | Daniel García          | Mexique                     | 1 h 25 min 35 s |
| 8                  | Sándor Urbanik         | Hongrie                     | 1 h 26 min 08 s |
| 9                  | Héctor Moreno          | Colombie                    | 1 h 26 min 23 s |
| 10                 | Miguel Ángel Prieto    | Espagne                     | 1 h 26 min 38 s |
| 11                 | Robert Ihly            | Allemagne                   | 1 h 26 min 56 s |
| 12                 | Mikhail Shchennikov    | Équipe unifiée de l’ex-URSS | 1 h 27 min 17 s |
| 13                 | Vladimir Andreyev      | Équipe unifiée de l’ex-URSS | 1 h 28 min 25 s |
| 14                 | Tim Berrett            | Canada                      | 1 h 28 min 25 s |
| 15                 | Stefan Johansson       | Suède                       | 1 h 28 min 37 s |
| 16                 | Chris Maddocks         | Royaume-Uni                 | 1 h 28 min 45 s |
| 17                 | Pavol Blažek           | Tchécoslovaquie             | 1 h 29 min 23 s |
| 18                 | Walter Arena           | Italie                      | 1 h 29 min 34 s |
| 19                 | Igor Kollár            | Tchécoslovaquie             | 1 h 29 min 38 s |
| 20                 | Axel Noack             | Allemagne                   | 1 h 29 min 55 s |
| 21                 | Joel Sánchez           | Mexique                     | 1 h 30 min 12 s |
| 22                 | Nicholas A'Hern        | Australie                   | 1 h 31 min 39 s |
| 23                 | Andrew Penn            | Royaume-Uni                 | 1 h 31 min 40 s |
| 24                 | Martin Rush            | Royaume-Uni                 | 1 h 31 min 56 s |
| 25                 | Shemisu Hasen          | Éthiopie                    | 1 h 32 min 39 s |
| 26                 | Viktoras Meškauskas    | Lituanie                    | 1 h 33 min 24 s |
| 27                 | Sérgio Galdino         | Brésil                      | 1 h 33 min 32 s |
| 28                 | Ján Záhončík           | Tchécoslovaquie             | 1 h 33 min 37 s |
| 29                 | Ernesto Canto          | Mexique                     | 1 h 33 min 51 s |
| 30                 | Allen James            | États-Unis                  | 1 h 35 min 12 s |
| 31                 | Andrew Jachno          | Australie                   | 1 h 36 min 49 s |
| 32                 | Marcelo Palma          | Brésil                      | 1 h 40 min 11 s |
| —                  | Li Mingcai             | Chine                       | DNF             |
| —                  | Robert Korzeniowski    | Pologne                     | DNF             |
| —                  | Oleg Trochin           | Équipe unifiée de l’ex-URSS | DNF             |
| —                  | Ademar Kammler         | Brésil                      | DNF             |
| —                  | Jefferson Pérez        | Équateur                    | DNF             |
| —                  | Valentí Massana        | Espagne                     | DQ              |
| —                  | Thierry Toutain        | France                      | DQ              |
| —                  | Bobby O'Leary          | Irlande                     | DQ              |
| —                  | José Urbano            | Portugal                    | DQ              |
| —                  | Saleumphone Sopraseut  | Laos                        | DQ              |

## Légende
Records et Performances
- AR : Record continental (area record)
- CR : Record des championnats (championship record)
- MR : Record du meeting (meet record)
- NR : Record national (national record)
- OR : Record olympique (olympic record)
- PR : Record paralympique (paralympic record)
- PB : Record personnel (personal best)
- SB : Meilleure performance personnelle de la saison (season's best)
- WL : Meilleure performance mondiale de l'année (world leader)
- WJR : Record du monde junior (world junior record)
- WR : Record du monde (world record)

Circonstances et Conditions
- DNF : N'a pas terminé (did not finish)
- DNS : N'a pas pris le départ (did not start)
- DQ : Disqualification (disqualification)
- NM : Aucun essai valable enregistré (No Mark)
- Q : Qualifié « directement » au prochain tour (ou à la prochaine compétition), lors d'une compétition majeure, grâce au classement ou à la réalisation des minima (automatic qualifier)
- q : Qualifié au prochain tour (ou à la prochaine compétition), lors d'une compétition majeure, grâce au repêchage ou à la réalisation de l'une des meilleures performances parmi celles des « non qualifiés directement » (grâce au meilleur temps ou à la meilleure distance par exemple) (secondary qualifier)